# Varga Edit (színművész)
Varga Edit (Budapest, 1933. július 14. –) magyar színésznő.

## Életpályája
1954-től az Állami Déryné Színháznál indult pályája. 1959-től az egri Gárdonyi Géza Színházhoz szerződött. 1963-tól az Irodalmi Színpadon, és a Bartók Gyermekszínházban szerepelt, ill. szabadfoglalkozású előadóművészként lépett fel. 1988-ban mint a Népszínház operatagozatának rendezőasszisztense ment nyugdíjba.

## Színházi szerepeiből
- Molière: Tartuffe... Marianne
- Molière: Fösvény... Eliz

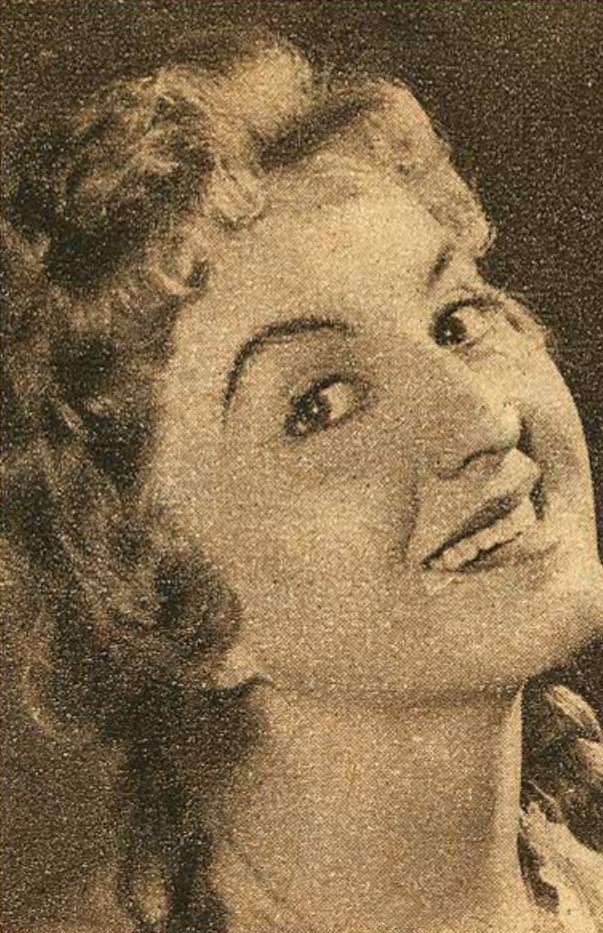
Erzsi szerepében Mikszáth Kálmán: Az eladó birtok című vígjátékában (Állami Déryné Színház)

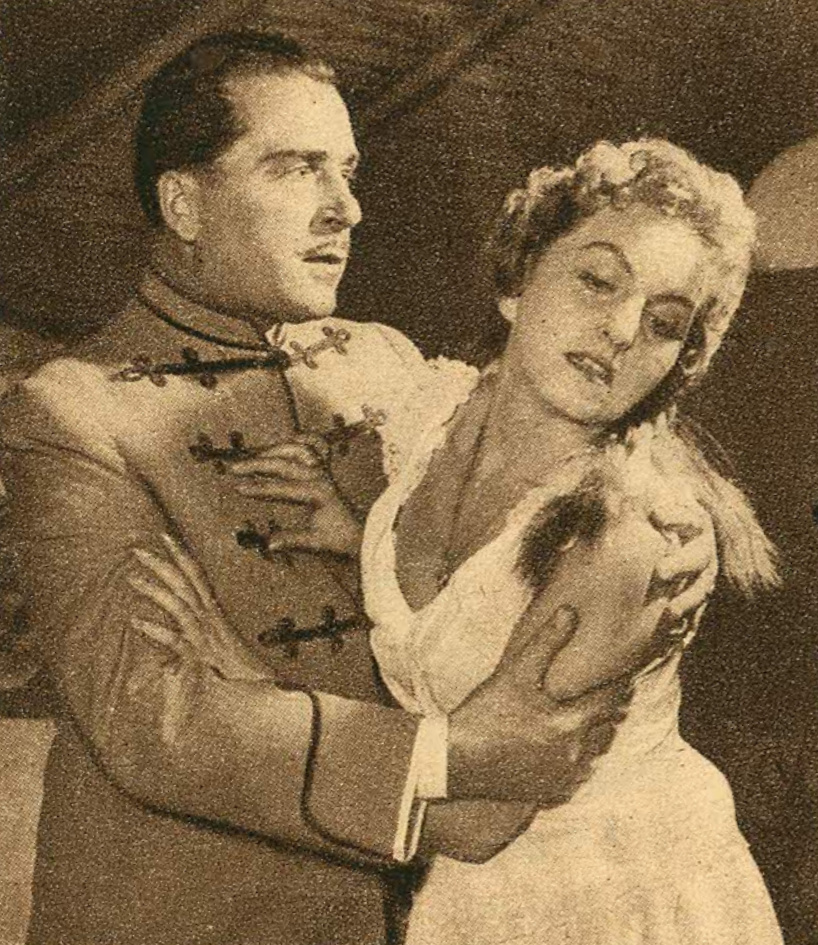
Sághy István és Varga Edit Mikszáth Kálmán: Az eladó birtok című vígjátékának jelenetében (Állami Déryné Színház)

- Friedrich Schiller: Ármány és szerelem... Lady Milford
- Federico García Lorca: Don Perlimplín és Belisa szerelme a kertben... Második kobold
- Gabriela Zapolska: Dulszka asszony erkölcse... Mela; Hezia
- Siegfried Geyer: Gyertyafénykeringő... Vali
- Jurij Szergejevics Miljutyin: Nyugtalan boldogság... Nina
- Wolfgang Boettcher: Körbe-körbe szerelem... Betty
- Alekszandr Jevdokimovics Kornyejcsuk: Bodzaliget... Kirilitája
- Mikszáth Kálmán: Az eladó birtok... Erzsi
- Móricz Zsigmond: Nem élhetek muzsikaszó nélkül... Zsani néni
- Móricz Zsigmond: Légy jó mindhalálig... Bella
- Csizmarek Mátyás: Érdekházasság... Ilonka
- Darvas József: Hajnali tűz.. Marika
- Gosztonyi János: Tiszta szívvel... Utcanő
- Simon Magda: Százházas lakodalom... Piroska, Szilágyiék lánya
- Dávid Teréz: Dódi... Grizeldisz
- Bondy Endre: Az eladó birtok... Erzsi
- Babay József: Három szegény szabólegény... Kalaposné

## Filmes és televíziós szerepei
- A hiba nem az almában van (1981)